# Kelly Dulfer
Kelly Dulfer (nascida em 21 de março de 1994) é uma handebolista holandesa. Integrou a seleção holandesa feminina que terminou na quarta posição no handebol dos Jogos Olímpicos de Verão de 2016, realizados no Rio de Janeiro, Brasil. Atua como armadora esquerda e joga pelo clube VfL Oldenburg. Foi medalha de prata no Campeonato Mundial de Handebol Feminino de 2015, na Dinamarca. A atleta é filha de Eric Dulfer e Ingrid Keijzer, ambos jogadores de críquete.